# 壳丘头遗址群
壳丘头遗址群是位于中华人民共和国福建省福州市平潭县苏平镇的数个古遗址，历史时代为距今7500年—3000年的新石器时代至商朝时期。壳丘头遗址群首次发现于1958年，由壳丘头、西营、东花丘、龟山等地的遗址组成，被认为是南岛语族早期人种向台湾以及南太平洋地区扩散的发源地，对南岛语族的起源与迁徙研究具有一定价值。

## 发掘历史
壳丘头遗址群包括数个分散在平潭岛北部的新石器时代遗址，其中，位于苏平镇南垄村东的壳丘头遗址是福建省境内较早发现的新石器时代遗址之一。壳丘头遗址最早于1958年全国文物普查时发现（一说发现于1964年），1984年定名为“南垄新石器时代遗址”。1985年—1986年，福建省博物馆（今福建博物院）对南垄新石器时代遗址进行首次科学发掘，发掘了772平方米的面积，出土新石器时代文化遗物200余件，1989年，遗址正式更名为“壳丘头遗址”，并在1991年入选第三批福建省文物保护单位。2004年，福建博物院与夏威夷大学人类学系、畢夏普博物館合作，对壳丘头遗址进行了第二次发掘，发掘12平方米的面积，出土了木炭、贝壳等标本，并通过碳-14测定，确定遗址文物处于距今6500年—5500年的新石器时代。
在壳丘头遗址发掘后，考古学界陆续发掘了西营遗址、东花丘遗址、龟山遗址等其他分布在平潭岛北部的相关遗址。2017年，中国大陆在平潭岛北部建立“国际南岛语族考古研究基地”，用以在平潭开展以壳丘头遗址为代表的新石器时代文化遗址的考古与研究，同时进行文旅发展建设。研究基地建成并开展工作后，考古工作取得了一系列成果，对南岛语族的起源与传播史的研究也取得了一定的进展。2019年10月16日，中华人民共和国国务院将壳丘头遗址与西营遗址、东花丘遗址和龟山遗址等合并为“壳丘头遗址群”，公布为第八批全国重点文物保护单位。2024年初，壳丘头遗址群入选2023年度全国十大考古新发现。

## 遗址概况
壳丘头遗址群主要包括壳丘头、西营、东花丘以及龟山遗址等，历史年代横跨新石器时代至商朝，距今约7500—3000年，是福建迄今发现的历史年代最早的新石器时代遗址，总占地面积逾16万平方米。壳丘头遗址群出土文物属于“壳丘头文化”，被认为是福建地区海洋文化的肇始之地，以及南岛语族向南太平洋的重要经停地。
| 遗址名称   | 地理位置                                                             | 历史年代（距今） |
| ---------- | -------------------------------------------------------------------- | ---------------- |
| 壳丘头遗址 | 显美山村南垄自然村东 25°37′25″N 119°44′57″E / 25.62361°N 119.74917°E | 6500—5000年      |
| 西营遗址   | 燎原村西营自然村北 25°36′20″N 119°44′10″E / 25.60556°N 119.73611°E   | 7300—6500年      |
| 东花丘遗址 | 显美山村南垄自然村 25°37′31″N 119°45′05″E / 25.62528°N 119.75139°E   | 4000—3500年      |
| 龟山遗址   | 上攀村 25°38′01″N 119°45′30″E / 25.63361°N 119.75833°E               | 4000—3200年      |

### 壳丘头遗址
壳丘头遗址又名“壳坵头遗址”，得名于遗址所在的小山丘，现存面积约4000平方米，分上、下两个文化层，出土有新石器时代灰坑、贝壳小洞、儿童墓葬人类活动遗迹，以及石器、骨器、玉器、陶器等文化遗存。石器包括打制石器和磨制的石锛、石斧，骨器则包含骨镞、骨匕等，陶器遗存有纺轮、陶支脚和陶片，多为夹砂陶，另有少量施红衣陶，这些陶器主要饰以压印贝齿纹、戳点纹、刻划平行条纹和镂孔等纹路，器件的口沿唇面则压印短斜线或花口，外侧刻划平行条纹、内侧沿面内凹、唇面呈波浪形，形制多为圜底器、圈足器，另有零星的平底器。这些器件的形制纹路与平潭南厝场遗址、闽侯溪头遗址下层，以及金门富国墩遗址、新北大坌坑遗址具有较大的相似度。

### 西营遗址
西营遗址是平潭岛迄今发现的新石器时代最早期的代表性遗存，遗址发现于1992年9月，面积约10000平方米，距今7300—6500年，出土的陶器包括夹砂灰陶、黑陶和红陶等品类，器形有圆底釜、钵等，多饰以绳纹、弦纹，罐口沿则饰有多线刻划纹、贝齿印纹等纹路；此外，遗址内亦曾采集到饰以云雷纹的青铜时代灰硬陶片。

### 东花丘遗址和龟山遗址
东花丘遗址为平潭新石器时代末期的代表性遗存，距今4000—3500年，出土的遗存主要有夹砂绳纹陶，以及主饰以云雷纹的印纹硬陶，这被认为是平潭土著文化与闽江下游文化相交流的结果；龟山遗址距今4000—3200年，文化特征上是东花丘遗址延续，陶器主要为夹砂陶，辅以泥质陶、印纹硬陶、红衣陶和少量原始瓷，器形主要为圜底器、浅圈足器，另有少量平底器，纹路包括绳纹、弦纹、戳点纹、方格纹、云雷纹、回形纹和刻划纹等。

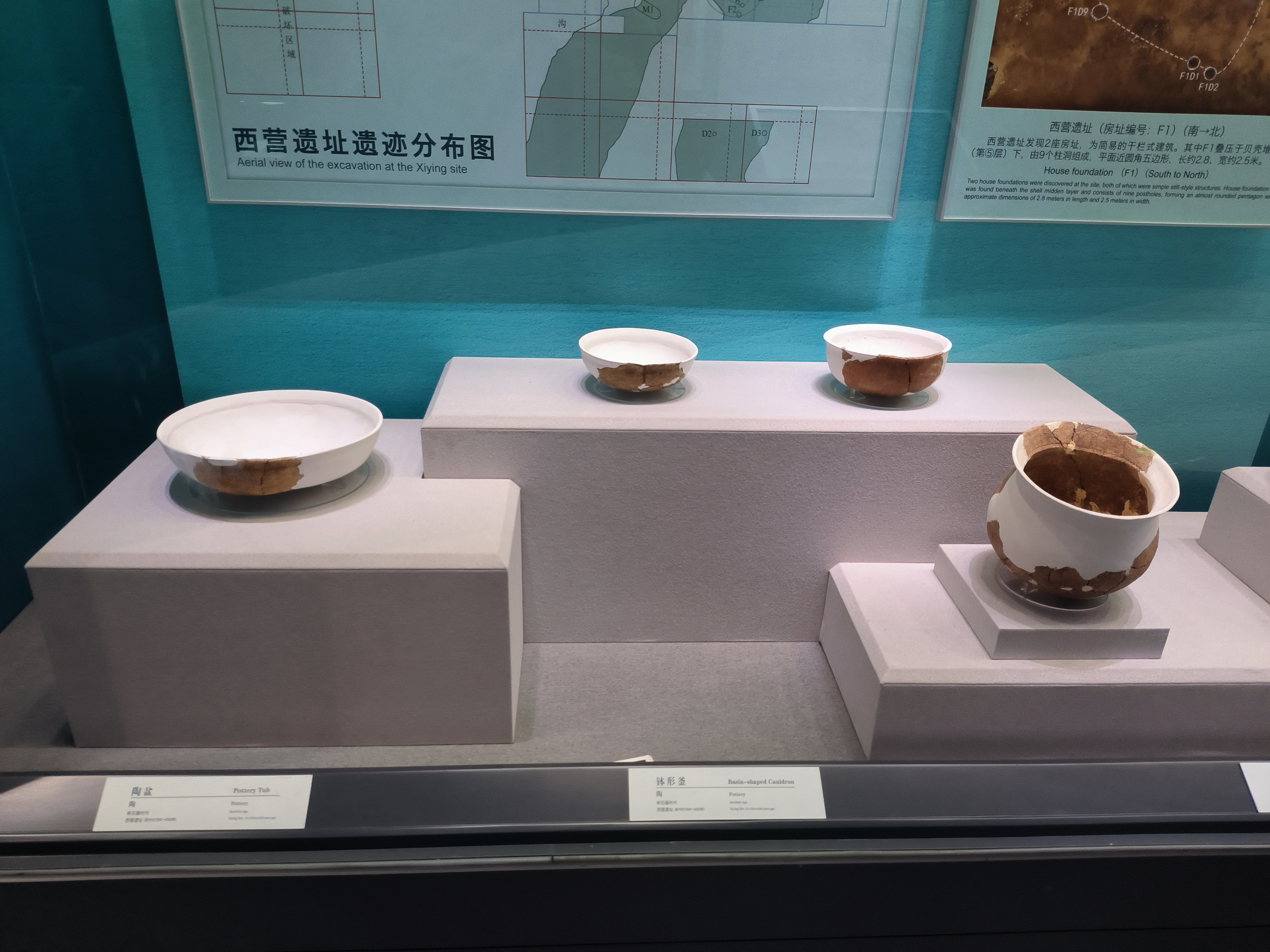
西营遗址的陶盆和钵形釜
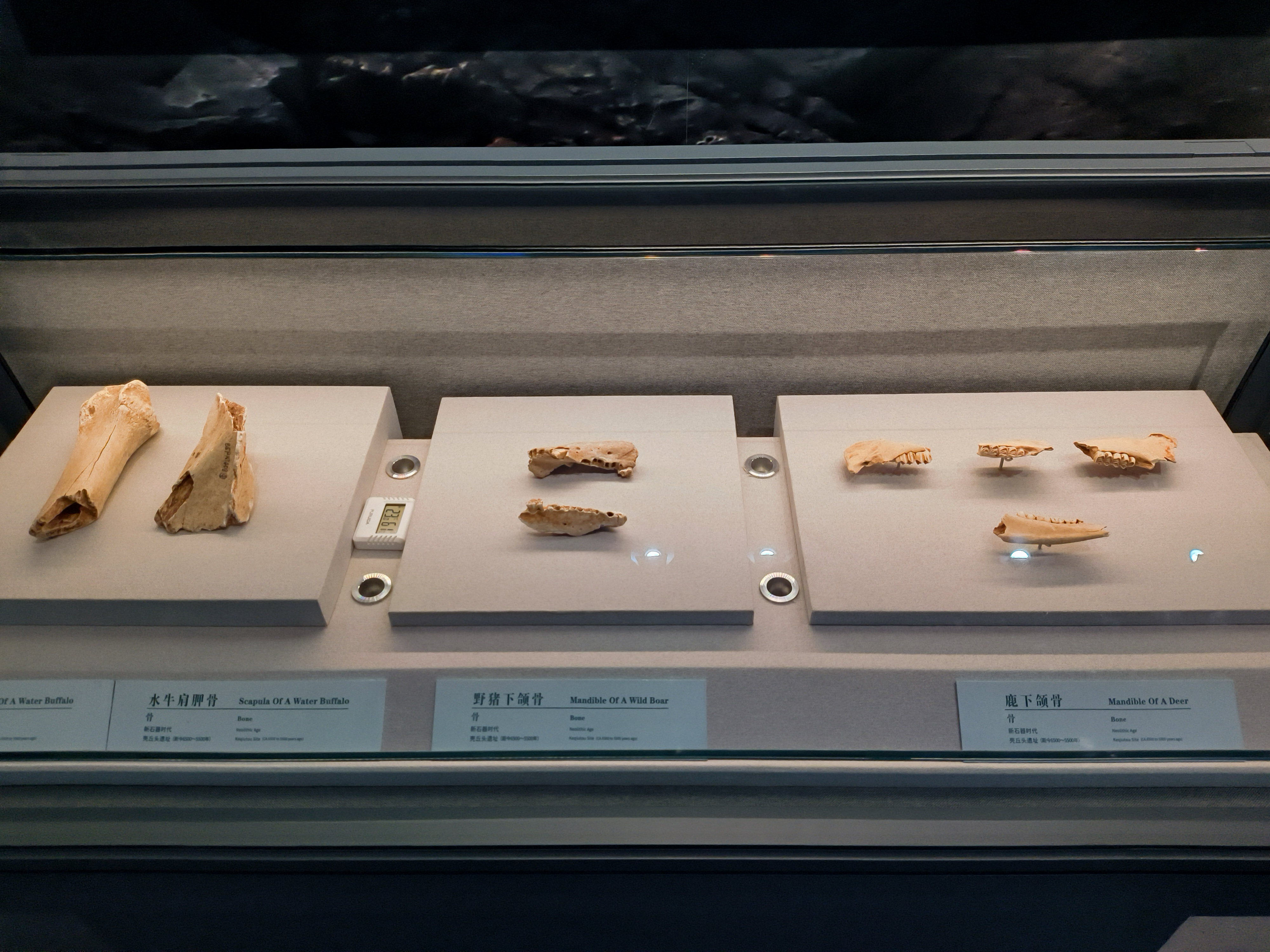
壳丘头遗址出土的动物残骸
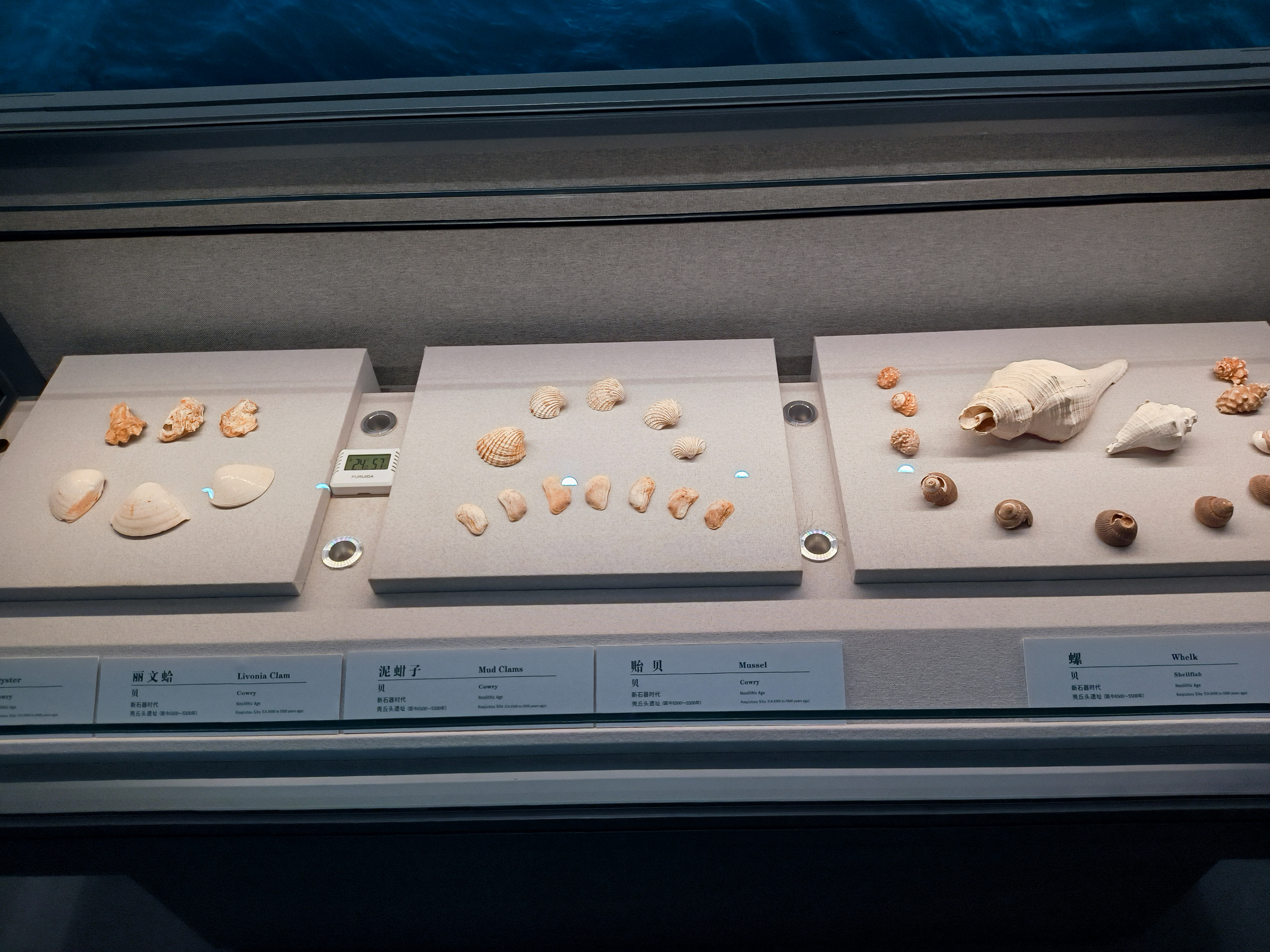
壳丘头遗址出土的贝壳
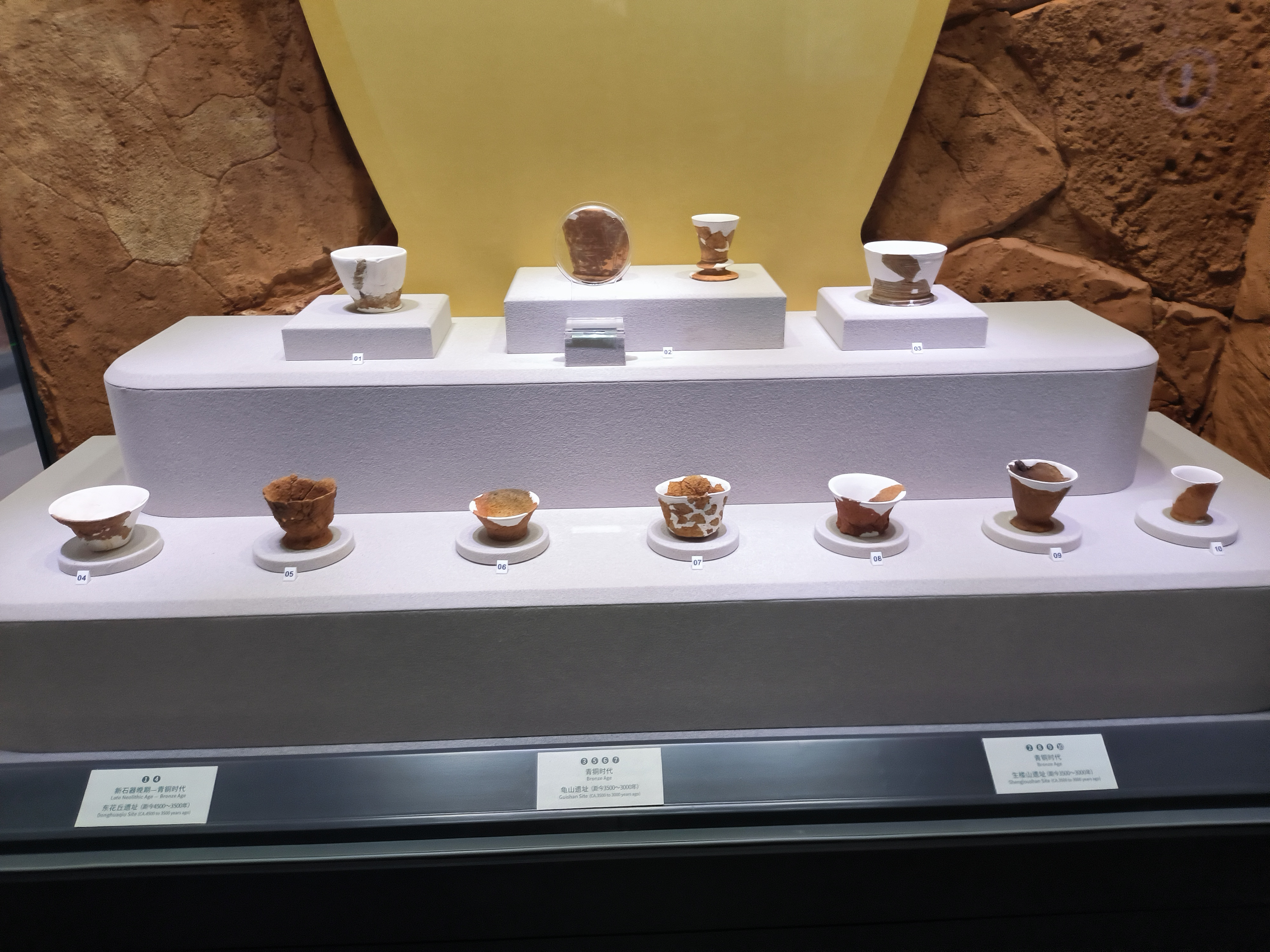
东花丘、龟山等遗址出土的青铜时代陶器
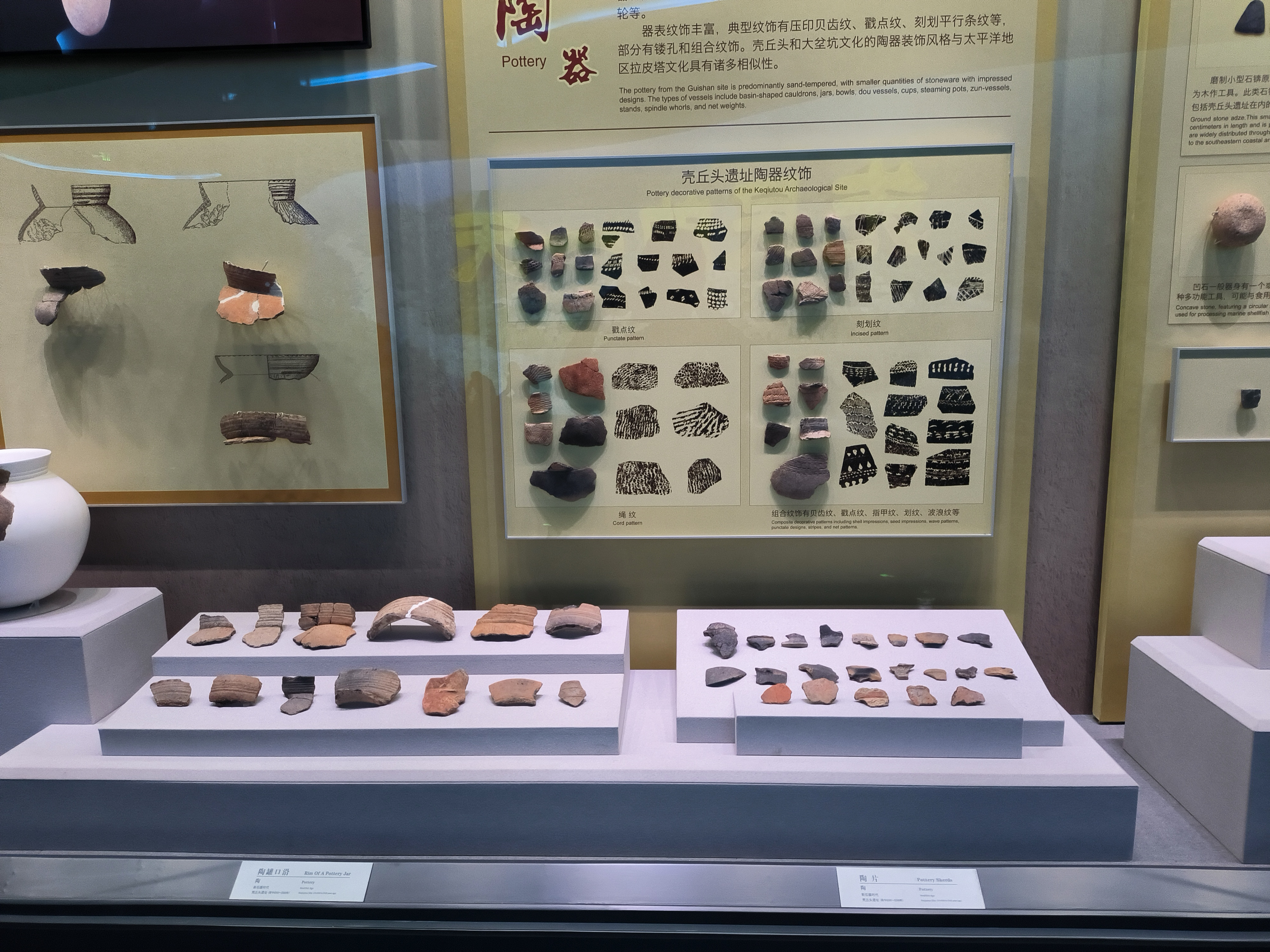
壳丘头遗址出土的陶器碎片